# Richard Sainct
Richard Sainct   (Sant Africa, 14 d'abril de 1970 - Egipte, 29 de setembre de 2004) va ser un pilot de ral·lis raid occità que va guanyar el Ral·li Dakar en tres ocasions (els anys 1999 i 2000 amb BMW i el 2003 amb KTM). Entre altres èxits destacats, també va guanyar dues edicions del Ral·li de Tunísia (1998 i 1999), quatre del Ral·li del Marroc (1997-1998 i 2001-2002) i una del Ral·li dels Faraons (2002). Sainct va guanyar la darrera Copa del Món de Ral·lis Cross-Country el 2002, abans que aquesta competició esdevingués campionat del món.

## Mort
Richard Sainct es va morir el 29 de setembre de 2004 durant la quarta etapa del Ral·li dels Faraons, a Egipte. Sainct va caure i va ser assistit pel seu company d'equip Fabrizio Meoni, que el va ajudar a aixecar-se i adonar-se del seu estat. Segons Meoni, Sainct semblava lleugerament confús però va insistir a continuar. L'occità va reprendre la cursa sense problemes aparents i es va aturar davant l'assistència prevista després de 211 km de cursa.
Després de 270 km d'etapa, Sainct va ser víctima d'una segona caiguda i quan el van trobar, estès a terra, ja era mort. Quan l'helicòpter de rescat va intervenir amb el metge a bord, el cor de Sainct ja no semblava bategar. Probablement, l'occità havia patit alguna lesió interna a la primera caiguda. KTM va decidir retirar totes les seves motos del ral·li, però el director de la prova, l'antic pilot belga Jacky Ickx, va decidir que la cursa continués.

## Palmarès
- Campió de la Copa del Món de Ral·lis Cross-Country (2002)
- Vencedor del Ral·li de l'Atlas (1997 i 1998)
- Vencedor del Ral·li de Tunísia (1998 i 1999)
- Vencedor del Ral·li del Marroc (2001 i 2002)
- Vencedor del Ral·li dels Faraons (2002)
- Vencedor del Ral·li Dakar (1999, 2000 i 2003)

### Resultats al Ral·li Dakar
Richard Sainct va guanyar 3 edicions i 15 etapes del Ral·li Dakar.
| Any  | Moto         | Posició | Etapes |
| ---- | ------------ | ------- | ------ |
| 1991 | Kawasaki     | Ret.    | 0      |
| 1995 | Honda        | Ret.    | 0      |
| 1996 | KTM LC4      | 6è      | 0      |
| 1997 | KTM LC4      | Ret.    | 0      |
| 1998 | KTM LC4      | Ret.    | 1      |
| 1999 | BMW F650 RR  | 1r      | 2      |
| 2000 | BMW F650 RR  | 1r      | 2      |
| 2001 | KTM LC4 660R | Ret.    | 2      |
| 2002 | KTM LC4 660R | 3r      | 1      |
| 2003 | KTM LC4 660R | 1r      | 5      |
| 2004 | KTM LC4 660R | 2n      | 2      |